# Championnat de Finlande de football 1948
Navigation
Saison précédente Saison suivante
La saison 1948 du Championnat de Finlande de football était la 19e édition de la première division finlandaise à poule unique, la Mestaruussarja. Les seize meilleurs clubs du pays jouent les uns contre les autres une fois durant la saison. À la fin de la compétition, afin de permettre le passage du championnat de 16 à 12 équipes, les 6 derniers du classement sont relégués et remplacés par les 2 meilleurs clubs d'Ykkonen, la deuxième division finlandaise.
Le championnat est remporté par le VPS Vaasa, qui a eu besoin de disputer un barrage pour le titre face au TPS Turku, les deux clubs ayant terminé à égalité de points en tête du championnat. C'est le 2e titre de champion de Finlande du VPS Vaasa, après celui remporté en 1945.

## Les 16 clubs participants
| - VPS Vaasa - TPS Turku - HPS Helsinki - HJK Helsinki - VIFK Vaasa - KIF Helsinki - Promu de D2 - TuWe Turku - TuTo Turku | - KTP Kotka - HIFK - RTU Rauma - Sudet Helsinki - Promu de D2 - Kullervo Helsinki - TuKV Turku - Kiri Kotka - Ponnistus Helsinki |

## Compétition

### Classement
Le barème de points servant à établir le classement se décompose ainsi :
- Victoire : 2 points
- Match nul : 1 point
- Défaite : 0 point

| Rang | Équipe             | Pts | J  | G  | N | P  | Bp | Bc | Diff |
| ---- | ------------------ | --- | -- | -- | - | -- | -- | -- | ---- |
| 1    | VPS Vaasa          | 24  | 15 | 11 | 2 | 2  | 41 | 12 | +29  |
| 2    | TPS Turku          | 24  | 15 | 11 | 2 | 2  | 37 | 18 | +19  |
| 3    | HPS Helsinki       | 21  | 15 | 9  | 3 | 3  | 21 | 13 | +8   |
| 4    | HJK Helsinki       | 18  | 15 | 6  | 6 | 3  | 32 | 20 | +12  |
| 5    | VIFK Vaasa         | 18  | 15 | 7  | 4 | 4  | 30 | 19 | +11  |
| 6    | KIF Helsinki P     | 18  | 15 | 8  | 2 | 5  | 38 | 30 | +8   |
| 7    | TuWe Turku         | 17  | 15 | 6  | 5 | 4  | 20 | 25 | -5   |
| 8    | TuTo Turku         | 16  | 15 | 6  | 4 | 5  | 23 | 22 | +1   |
| 9    | KTP Kotka          | 16  | 15 | 6  | 4 | 5  | 24 | 26 | -2   |
| 10   | HIFK               | 15  | 15 | 6  | 3 | 6  | 38 | 29 | +9   |
| 11   | RTU Rauma          | 13  | 15 | 4  | 5 | 6  | 32 | 38 | -6   |
| 12   | Sudet Helsinki P   | 11  | 15 | 4  | 3 | 8  | 29 | 38 | -9   |
| 13   | Kullervo Helsinki  | 9   | 15 | 4  | 1 | 10 | 19 | 30 | -11  |
| 14   | TuKV Turku         | 9   | 15 | 2  | 5 | 8  | 14 | 27 | -13  |
| 15   | Kiri Kotka         | 6   | 15 | 2  | 2 | 11 | 14 | 41 | -27  |
| 16   | Ponnistus Helsinki | 5   | 15 | 1  | 3 | 11 | 12 | 36 | -24  |

|  | Participation au barrage pour le titre |
|  | Relégation en deuxième division        |
|  | P Club promu de deuxième division      |

### Matchs

#### Match pour le titre
| Équipe 1  | Résultat | Équipe 2  |
| --------- | -------- | --------- |
| VPS Vaasa | 3 - 0    | TPS Turku |

## Bilan de la saison
| Championnat de Finlande de football 1948 |                                                                                     |
| Champion                                 | VPS Vaasa (2e titre)                                                                |
| Promotions et relégations                |                                                                                     |
| Promus en Mestaruussarja                 | IKissat Tampere                                                                     |
| Promus en Mestaruussarja                 | KuPS Kuopio                                                                         |
| Relégués en Ykkonen                      | RTU Rauma Sudet Helsinki Kullervo Helsinki TuKV Turku Kiri Kotka Ponnistus Helsinki |